# Рафалович Артем Олексійович
Арте́м Олексі́йович Рафало́вич (13 (25) листопада 1816, Могилів-Подільський, Подільська губернія, Російська імперія — 3 (15) травня 1851, Санкт-Петербург, Російська імперія) — науковець у галузі медицини Російської імперії єврейського походження, етнограф, епідеміолог, мандрівник. доктор медицини, професор. Провів важливі етнографічні та географічні спостереження на Близькому Сході та в Північній Африці. Спадковий почесний громадянин міста Одеси. Працював викладачем Рішельевського ліцею. Член Російського географічного товариства. Статський радник.

## Життєпис
Артем Олексійович Рафалович народився 25 листопада 1816 року в українському місті Могилів-Подільський, що на той час входило до складу Подільської губернії Російської імперії.
У 1838 році закінчив медичний факультет Берлінського університету, з 1839 року — лікар та викладач Рішельевського ліцею в Одесі, з 1840 року — професор судово-медичного юридичного відділу цього ліцею. У 1846—1848 роках з метою вивчення чуми подорожував по Османській імперії, Сирії, Палестині, Єгипті, Тунісу та Алжиру, де провадив досліди з етнографії, медичної географії, епідеміології. Зібрані ним цінні колекції знаходяться в Одеському археологічному музеї. Рафалович працював також над питаннями курортології та санітарної статистики.
Був похований на Першому Християнському цвинтарі Одеси. 1937 року комуністичною владою цвинтар було зруйновано. На його місці був відкритий «Парк Ілліча» з розважальними атракціонами, а частина була передана місцевому зоопарку. Нині достеменно відомо лише про деякі перепоховання зі Старого цвинтаря, а дані про перепоховання Рафаловича відсутні. Разом з тим не виключено, що коли він помер у Санкт-Петербурзі, його було поховано на Волковському цвинтарі міста, ділянка 10.